# Dusona admontina
Dusona admontina är en stekelart som först beskrevs av Paul Gustav Eduard Speiser 1908.
Dusona admontina ingår i släktet Dusona och familjen brokparasitsteklar. Inga underarter finns listade i Catalogue of Life.